# Antal Bolvári
Antal Bolvári (Kaposvár, 6 maggio 1932 – Budapest, 8 gennaio 2019) è stato un pallanuotista ungherese, vincitore di due medaglie d'oro alle olimpiadi di Melbourne 1956  ed Helsinki 1952.